# بروس بيرنز
 بروس بيرنز (بالإنجليزية: Bruce Perens)‏ هو مبرمج وداعية في مجتمع المصادر المفتوحة. أنشئ تعريف المصدر المفتوح، ونشر الإعلان الرسمي الأول ووثيقة المصدر المفتوح. وشارك في تأسيس مبادرة المصدر المفتوح مع إريك ريموند. في عام 2005، مثل بيرنز المصدر المفتوح في القمة العالمية حول مجتمع المعلومات.

## روابط خارجية
- بروس بيرنز على موقع IMDb (الإنجليزية)
- بروس بيرنز على موقع أول موفي (الإنجليزية)
- بروس بيرنز على موقع قاعدة بيانات الفيلم (الإنجليزية)
- بروس بيرنز على موقع كينوبويسك (الروسية)